# 羅斯·斯圖爾特 (1996年出生足球運動員)
羅斯·卡梅伦·斯圖爾特（英語：Ross Cameron Stewart；1996年7月11日—）是一名蘇格蘭足球運動員，司職前鋒，現效力英超球會南安普顿。

## 球會生涯

### 早年
斯圖爾特在數支職業球會的青訓系統度過後，他在蘇格蘭初級聯賽球會阿迪和基爾溫寧流浪者展開足球生涯，在2016年7月轉投高級組別的阿爾比恩流浪者，然而這支業餘球隊無力支付£1,500的轉會費，最終這宗交易的轉會費有部份是由斯圖爾特父親及球迷出資。

### 圣米伦
在阿爾比恩流浪者效力一個球季後，他轉投蘇格蘭足球冠軍聯賽球會圣米伦並簽約兩年，該球季轉投圣米伦的還有另一名同姓同名的守門員。他首次代表球會上場是蘇格蘭聯賽盃對斯特蘭拉爾並在處子戰打進一球。然後他未能在球隊成為主力球員，在2017年12月被外借到蘇甲的阿洛厄竞技至季末。

### 羅斯郡
2018年8月10日，他與罗斯郡簽約加盟，並在蘇格蘭挑戰盃對哈茨的比賽中首次上場，斯圖爾特在盃賽次輪對蒙特羅斯的比賽打進在新球會首顆入球。效力羅斯郡首個球季，他共打進11球，其中3球是對因弗内斯，而球隊亦晉級至蘇格蘭足球超級聯賽。

### 新特蘭
2021年1月31日，他轉會至英格蘭球會桑德兰。2021年3月17日作客以2-0擊敗艾宁顿斯坦利的比賽中，他以替補身份首次上場並打進一球。
2022年5月21日，斯圖爾特在英甲球級附加賽決賽對韦康比流浪者的比賽中打進一球，使球隊領先擴大至2-0，最終助球隊晉級至英格蘭足球冠軍聯賽。他在21/22賽季當選PFA球迷评选的英甲年度最佳球员。
2023年1月28日英格蘭足總盃第四輪對富勒姆的比賽，他因為阿基里斯腱受傷而被迫退下，一星期後確認他會缺席賽季餘下所有比賽。

### 修咸頓
2023年9月1日，斯圖爾特轉投南安普顿並簽約三年，在11月11日以2-1擊敗西布罗姆维奇的比賽中，在83分鐘首次上場入替亞當·阿姆斯特朗。他在11月25日對哈德斯菲尔德的比賽中受傷，需要休息至2024年1月。12月22日，球會宣佈他的傷患會使令缺席賽季餘下賽事。斯圖爾特最終在聯賽閉幕戰對列斯聯的比賽中復出，他在83分鐘上場，最終球隊以2-1取勝。

## 國家隊生涯
2022年3月，斯圖爾特首次被蘇格蘭足球代表隊徵召，同年6月8日在2022–23年歐洲國家聯賽對亞美尼亞的比賽中首次上場。

## 榮譽
羅斯群
- 蘇格蘭足球冠軍聯賽：2018–19[22]
- 蘇格蘭挑戰盃：2018–19[23]

新特蘭
- 英格蘭足球聯賽錦標賽：2020–21[24]
- 英格蘭足球甲級聯賽晉級附加賽：2022[25]

南安普頓
- 英格蘭足球冠軍聯賽晉級附加賽：2024[26]

個人
- PFA球迷评选的年度最佳球员：2021–22英甲[11]
- PFA年度最佳陣容：2021–22英甲[27]
- 英甲球季最佳陣容：2021–22[28]